# Corticella (Reggio Emilia)
Corticella o Villa Corticella (Curtzèl in dialetto reggiano; Corticellæ in latino) è una frazione del comune di Reggio Emilia posta a 12 km dal centro della città, nella zona est del territorio comunale. È situata al confine con i comuni di Rubiera e Casalgrande.

## Monumenti e luoghi d'interesse
A poche centinaia di metri da Corticella, già nel territorio comunale di Casalgrande, si trova l'imponente Villa Spalletti, risalente al XVII secolo, che appartiene tuttora alla famiglia da cui trae il nome. La villa viene utilizzata per l'organizzazione di feste e matrimoni, ma è anche conosciuta per aver ospitato le riprese della fiction di Rai 1, diretta da Michele Soavi La guerra è finita, ambientata nel primo dopoguerra.

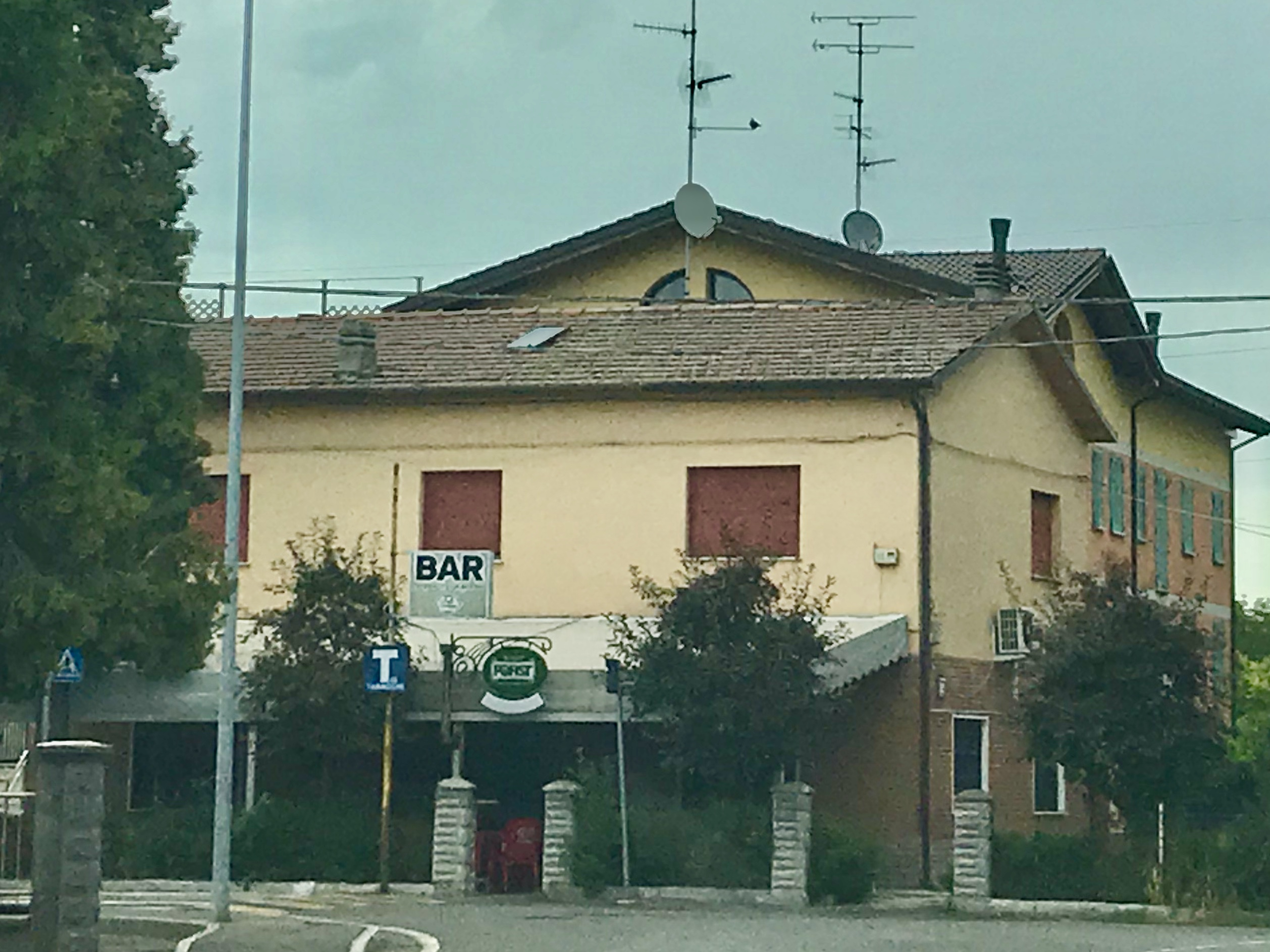
Il bar con tabaccheria di Corticella, che fiancheggia la chiesa